# Dolmen von Peyrelevade (Sauveterre)

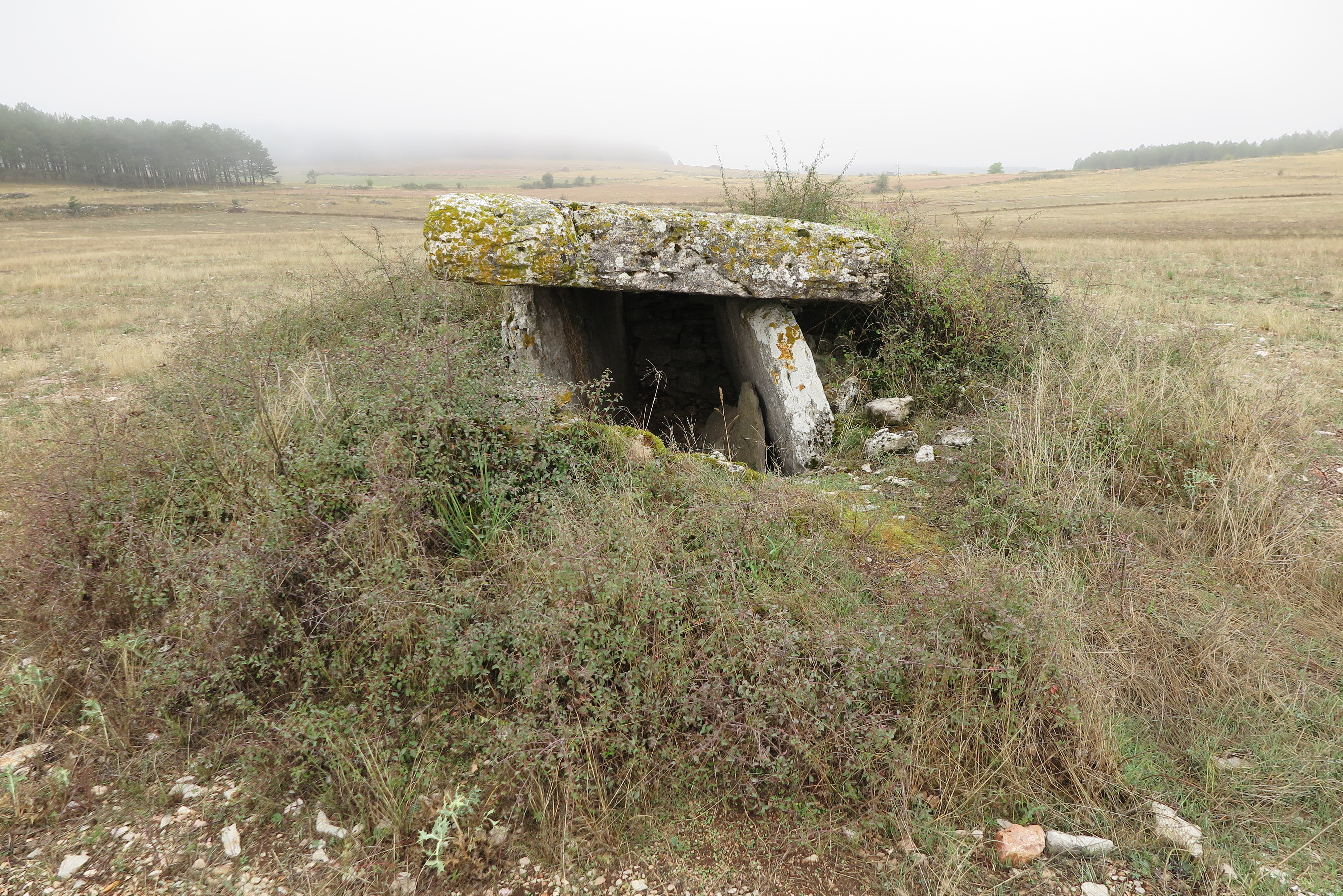
Dolmen de Peyrelevade

Der Dolmen von Peyrelevade (auch Dolmen von Sauveterre oder Pèira Levada genannt) liegt südlich von Sauveterre in der Gemeinde Gorges du Tarn Causses auf der Hochebene Causse de Sauveterre im Département Lozère in Frankreich. Dolmen ist in Frankreich der Oberbegriff für neolithische Megalithanlagen aller Art (siehe: Französische Nomenklatur).
Der Dolmen mit dem rechteckigen, etwa 3,6 m langen, etwa 15 Tonnen wiegenden Deckstein aus Kalkstein ist ein „Dolmen simple“.
Auf der Hochebene liegen auch der Dolmen de la Plone, der Dolmen von Laumède, der Dolmen de la Cham, der Dolmen Aire des trois Seigneurs, der Dolmen de la Baraque de l’Estrade, die Dolmen de la Rouvière, der Dolmen de la Sivente und der Dolmen von Freycinel.